# Медальний залік на зимових юнацьких Олімпійських іграх 2016

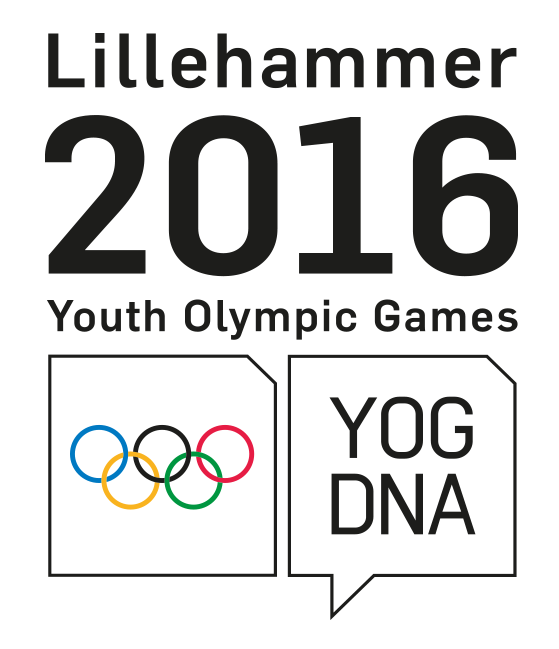
Логотип II Зимових юнацьких Олімпійських ігор

Медальний залік на зимових юнацьких Олімпійських іграх 2016 — неофіційний командний залік національних олімпійських комітетів (НОК) за кількістю медалей, отриманих своїми спортсменами протягом II Зимових юнацьких Олімпійських ігор, що відбулися в Ліллегаммері, Норвегія, з 12 по 21 лютого 2016 року.
В іграх взяли участь 1067 спортсменів з 71 країни. В деяких змаганнях спортсмени з різних країн змагались в одній команді (в таблиці медалей —  Змішана команда). Було розіграно 70 комплектів нагород.

## Неофіційний медальний залік
Станом на 21 лютого 2016 року (70 з 70 комплектів нагород):
| Місце  | Країна          | Золото | Срібло | Бронза | Загалом |
| ------ | --------------- | ------ | ------ | ------ | ------- |
| 1      | США             | 10     | 6      | 0      | 16      |
| 2      | Південна Корея  | 10     | 3      | 3      | 16      |
| 3      | Росія           | 7      | 8      | 9      | 24      |
| 4      | Німеччина       | 7      | 7      | 7      | 21      |
| 5      | Норвегія        | 4      | 9      | 6      | 19      |
| 6      | Змішана команда | 4      | 4      | 5      | 13      |
| 7      | Швейцарія       | 4      | 3      | 4      | 11      |
| 8      | КНР             | 3      | 5      | 2      | 10      |
| 9      | Канада          | 3      | 2      | 1      | 6       |
| 10     | Швеція          | 3      | 2      | 0      | 5       |
| 11     | Словенія        | 3      | 0      | 2      | 5       |
| 12     | Японія          | 2      | 4      | 0      | 6       |
| 13     | Австрія         | 2      | 3      | 5      | 10      |
| 14     | Франція         | 2      | 1      | 3      | 6       |
| 15     | Велика Британія | 2      | 0      | 2      | 4       |
| 16     | Італія          | 1      | 2      | 6      | 9       |
| 17     | Латвія          | 1      | 1      | 0      | 2       |
| 18     | Україна         | 1      | 0      | 0      | 1       |
| 18     | Румунія         | 1      | 0      | 0      | 1       |
| 19     | Австралія       | 0      | 3      | 1      | 4       |
| 20     | Чехія           | 0      | 2      | 2      | 4       |
| 21     | Фінляндія       | 0      | 1      | 6      | 7       |
| 22     | Угорщина        | 0      | 1      | 1      | 2       |
| 23     | Словаччина      | 0      | 1      | 0      | 1       |
| 24     | Бельгія         | 0      | 1      | 0      | 1       |
| 25     | Казахстан       | 0      | 0      | 2      | 2       |
| 25     | Болгарія        | 0      | 0      | 1      | 1       |
| 25     | Нідерланди      | 0      | 0      | 1      | 1       |
| 25     | Нова Зеландія   | 0      | 1      | 1      | 2       |
| Всього | Всього          | 70     | 70     | 70     | 210     |